# Yannick Noah
Yannick Noah (phát âm tiếng Pháp: [janik noa]; sinh ngày 18 tháng 5 năm 1960 tại Sedan) là một cựu vận động viên quần vợt chuyên nghiệp và ca sĩ người Pháp. Ông đã vô địch Pháp mở rộng năm 1983, và hiện là đội trưởng của cả hai đội Davis Cup và Fed Cup của Pháp. Trong sự nghiệp kéo dài gần hai thập kỷ, Noah đã giành được tổng cộng 23 danh hiệu đơn và 16 danh hiệu đôi, đạt thứ hạng đơn cao nhất trong sự nghiệp số 3 thế giới (vào tháng 7 năm 1986) và đạt được vị trí số 1 thế giới tháng sau. Kể từ khi giã từ quần vợt, Noah vẫn ở trong mắt công chúng với tư cách là một người biểu diễn âm nhạc nổi tiếng và là người đồng sáng lập, với mẹ của ông, một tổ chức từ thiện cho trẻ em kém may mắn. Noah cũng là cha đẻ của vận động viên bóng rổ Joakim Noah của đội bóng rổ NBA Memphis Grizzlies.

## Thời thơ ấu
Sinh ra ở miền bắc nước Pháp năm 1960, Yannick Noah là con trai của một cầu thủ bóng đá người Cameroon, Zacharie Noah, và cô vợ người Pháp Marie-Claire. Sau một chấn thương thể thao vào năm 1963, cha của Noah trở về Châu Phi cùng gia đình. Noah đang sống ở Cameroon tại thời điểm ông ra mắt trong giới quần vợt và được Arthur Ashe và Charlie Pasarell phát hiện vào năm 11 tuổi. Noah sớm thể hiện một tài năng tuyệt vời mà cuối cùng đã đưa ông đến trung tâm đào tạo của Liên đoàn quần vợt Pháp ở Nice vào năm 1971.

## Sự nghiệp quần vợt
Noah đã trở thành tay vợt chuyên nghiệp vào năm 1977 và giành được danh hiệu đơn nam đầu tiên của mình vào năm 1978 tại Manila.
Noah đã trở thành người anh hùng quần vợt nổi bật nhất của Pháp vào năm 1983, trở thành người Pháp đầu tiên sau 37 năm giành chiến thắng tại Pháp mở rộng, một trong bốn sự kiện đơn Grand Slam. Ông chỉ thua một set trong suốt hai tuần thi đấu và đánh bại nhà đương kim vô địch, Mats Wilander của Thụy Điển trong 3 set trong trận chung kết, 6-2, 7-5, 7-6. Ông là người Pháp cuối cùng và gần đây nhất đã giành được danh hiệu đơn nam giải Pháp mở rộng.
Noah đã giành được danh hiệu đôi nam Pháp mở rộng vào năm 1984 (với người đồng hương và người bạn thân nhất của mình, Henri Leconte). Ông cũng là á quân đôi nam tại US Open 1985 (với Leconte), và Pháp mở rộng 1987 (với Guy Forget đồng hương). Vào tháng 8 năm 1986, Noah đã đạt được vị trí số 1 thế giới đôi nam, vị trí mà ông giữ trong tổng cộng 19 tuần. Vào cuối năm 1986, Noah đã nhận được Giải thưởng Thể thao ATP, do những tay vợt ATP khác bầu chọn.
Yannick lọt vào vòng tứ kết hoặc tiến sâu hơn trong 10 lần thi đấu ở cấp độ các giải Grand Slam.
Ông nổi tiếng khi thừa nhận sử dụng cần sa trước các trận đấu năm 1981, nói rằng amphetamine là vấn đề thực sự trong quần vợt vì chúng là thuốc tăng cường hiệu suất.